# Masaaki Shirakawa

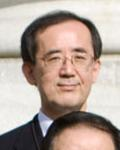
Masaaki Shirakawa.

Masaaki Shirakawa (白川方明, 27 de septiembre de 1949) fue el gobernador del Banco de Japón. Su nombramiento para el cargo fue aprobado el 9 de abril de 2008. Masaaki ocupa la 6a posición como la más poderosa del mundo por la revista Newsweek, junto con los triunviros económicos Ben Bernanke (4 º) y Jean-Claude Trichet (5 º).
Después de graduarse de la escuela secundaria en Kokura, Shirakawa entró en la Universidad de Tokio, donde se graduó con una licenciatura en economía. Se incorporó al Banco de Japón en 1972, posteriormente, obtuvo una maestría en economía de la Universidad de Chicago. Sus puestos en el Banco de Japón, incluyen jefe de la rama de Ōita y una asignación en Nueva York. Shirakawa se unió a la facultad de la Escuela de Graduados de política pública en la Universidad de Kioto en 2006, y regresó al Banco de Japón en 2008.